# Helina yushuensis
Helina yushuensis este o specie de muște din genul Helina, familia Muscidae, descrisă de Sun, Sun și Ma în anul 1998. Conform Catalogue of Life specia Helina yushuensis nu are subspecii cunoscute.